# RAF Upper Heyford
Upper Heyford Royal Air Force Base var en flygbas i Storbritannien.   Den ligger i grevskapet Oxfordshire och riksdelen England, i den södra delen av landet, 90 km nordväst om huvudstaden London. Upper Heyford Royal Air Force Base ligger 134 meter över havet.

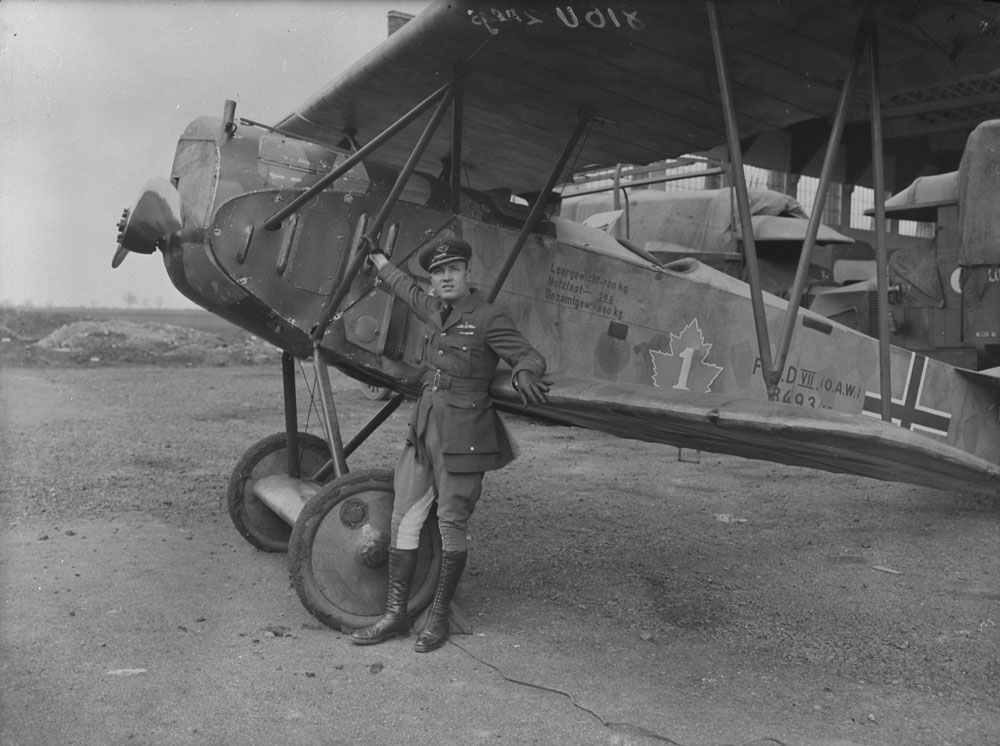
Majoren A.E. McKeever fotograferad 1919 vid flygbasen. Planet är taget från tyskarna och är av modellen Fokker D.VII.